# Back from Cali
Back from Cali – trzeci singel brytyjskiego muzyka rockowego Slasha z jego debiutanckiego albumu Slash, wydany 12 lipca 2010. Tekst piosenki stworzył Myles Kennedy, a produkcją zajął się Eric Valentine.
Utwór jest jedną z dwóch piosenek Slasha znajdujących się na płycie, która nagrana jest z Kennedym (drugą jest Starlight). Teledysk miał swoją premierę w marcu 2010.